# First Round Down
First Round Down é un film canadese del 2016 diretto dai fratelli Butler.